# Papierfabrik Kabel

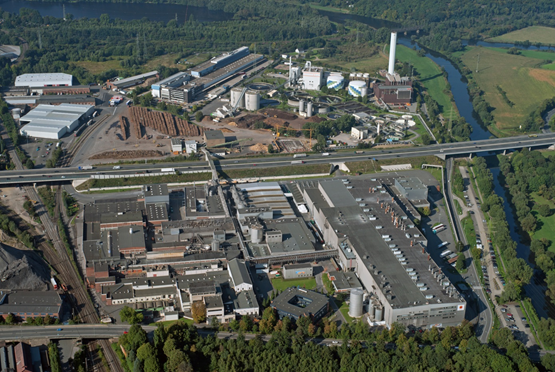
Das Werksgelände von Kabel Premium Pulp & Paper

Die Kabel Premium Pulp & Paper GmbH ist seit 2016 der Betreiber der Papierfabrik Kabel, die leichtgewichtige grafische gestrichene Druckpapiere und Holzfaserstoffe herstellt. Die Papierfabrik selbst wurde 1896 im Hagener Ortsteil Kabel gegründet. Am 6. März 2025 meldete das Unternehmen Insolvenz an.

## Geschichte
- 1896: Gründung der Papierfabrik in Hagen-Kabel
- 1959: Übernahme des Werkes durch die Feldmühle AG
- 1990 übernahm die finnische Stora-Enso-Gruppe das Werk.
- 2016: Kabel ist wieder ein eigenständiges mittelständisches Unternehmen: Kabel Premium Pulp & Paper GmbH
- Mai 2025: Das Unternehmen wird nach 129 Jahren final abgewickelt.

## Produkte
Kabel Premium produziert auf zwei Papiermaschinen qualitativ hochwertige gestrichene Magazin- und Katalogpapiere als Rolle und Bogenware. Das Unternehmen betreibt am Standort Kabel neben den zwei Papiermaschinen die größte Formatausrüstung und die größte Holzschleiferei Europas, ein Dampf-/Stromkraftwerk sowie ein Biomasse-Kraftwerk und eine eigene Kläranlage. Zudem produziert die Fabrik hochvolumige Papiere und Papiere für den Digitaldruck. Die jährliche Produktionskapazität liegt bei 450.000 Tonnen hochwertiger einfach und doppelt gestrichener, holzhaltiger grafischer Papiere, die sowohl für den Offset- als auch für den Tiefdruck eingesetzt werden.

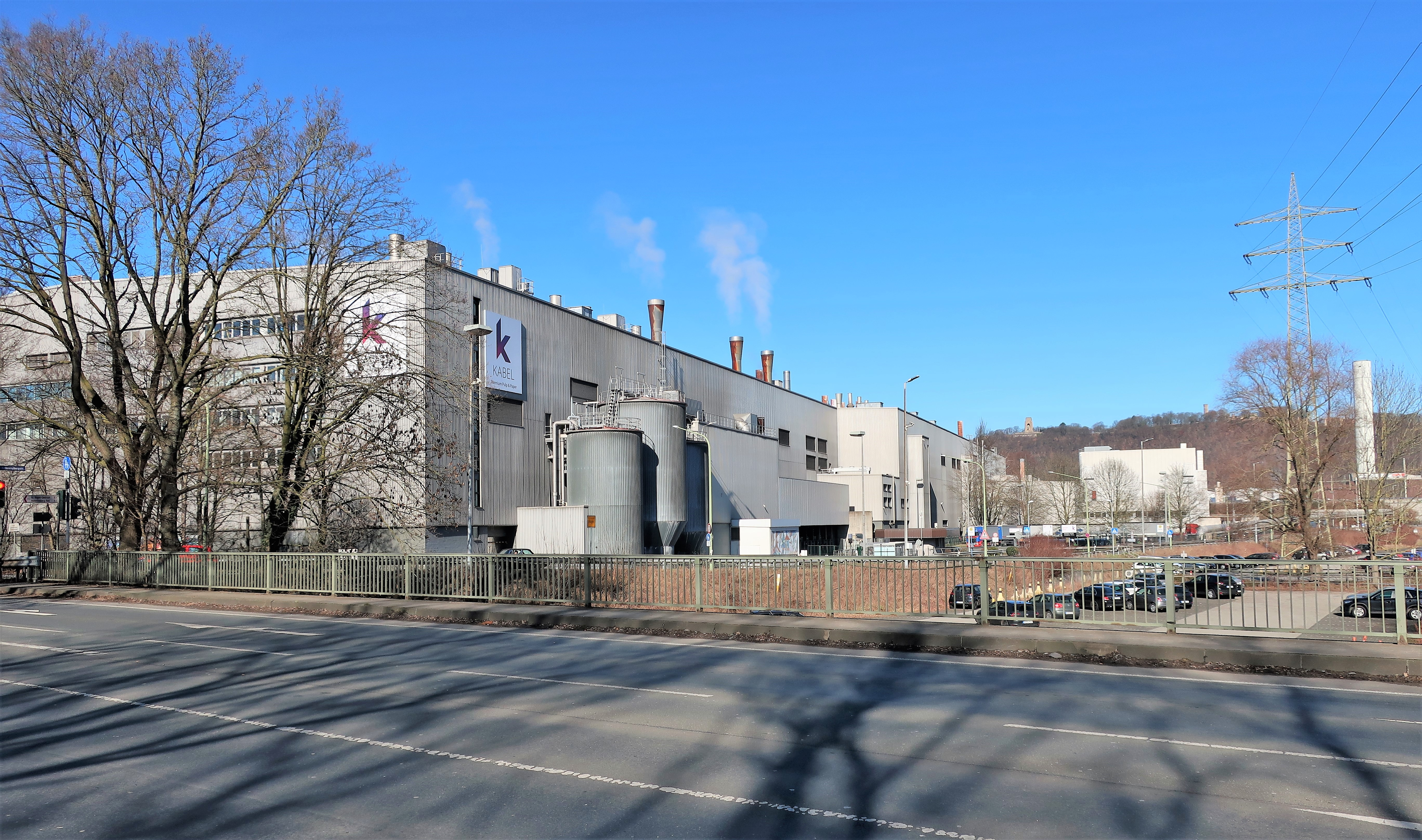
Kabel Premium Pulp & Paper – Blick von der Schwerter Straße

Kabel Premium Pulp & Paper GmbH produziert die folgenden Produktlinien:
Rotogravure/Tiefdruck
NeoPress G, TerraPress G und ArtiPress G
Heatset Web Offset
TerraPress O und ArtiPress O
Sheet-Fed Offset
TerraPrint und TerraPrint Premium wurden speziell für Bogendruckmaschinen entwickelt
Verpackungspapiere
TerraLine und ArtiLine
Spezialpapiere
Gegenzugpapier für die Laminatherstellung

## Produktionsmaschinen
Die PM3 mit 140.000 t/a wurde Ende 2008 stillgelegt.

### Produktionslinie 4
Die Produktionslinie 4 hat eine Arbeitsbreite von 7,20 m und eine Kapazität von 190.000 t/a. Sie ist auf die Herstellung höchster Tiefdruckqualitäten spezialisiert. Bei einer Geschwindigkeit von bis zu 1.330 m/min können Flächengewichte von 39 bis 90 g/m² erzeugt werden.

### Produktionslinie 5
Die Produktionslinie 5 hat eine Arbeitsbreite von 7,20 m und eine Kapazität von 260.000 t/a. Sie ist auf die Herstellung von Offset-Papieren in Premium Qualität (Einfach- und Doppelstrich) spezialisiert. Die Arbeitsgeschwindigkeit beträgt bis zu 1.350 m/min bei Flächengewichten von 57 bis 115 g/m².

### Formatabteilung
Kabel Premium betreibt am Standort eine der größten Formatabteilungen in Europa mit einer Kapazität von 120.000 t/a. Auch Dritten werden die Formatdienstleistungen angeboten.

## Dampf- und Stromerzeugung
Seit 2014 wird ein Gaskraftwerk mit Dampfkesseln (3 × 39 MW) und einer 7-MW-Dampfturbine betrieben. Der Dampfbedarf kann so vollständig und der Strombedarf zu 8–10 % gedeckt werden. Das Kraftwerk hat 19 Mio. Euro gekostet.
Bis zur Inbetriebnahme wurde für die Dampfproduktion das nahegelegene Heizkraftwerk Hagen-Kabel der Mark-E genutzt. Dieses wurde Ende 2016 stillgelegt.

## Markt

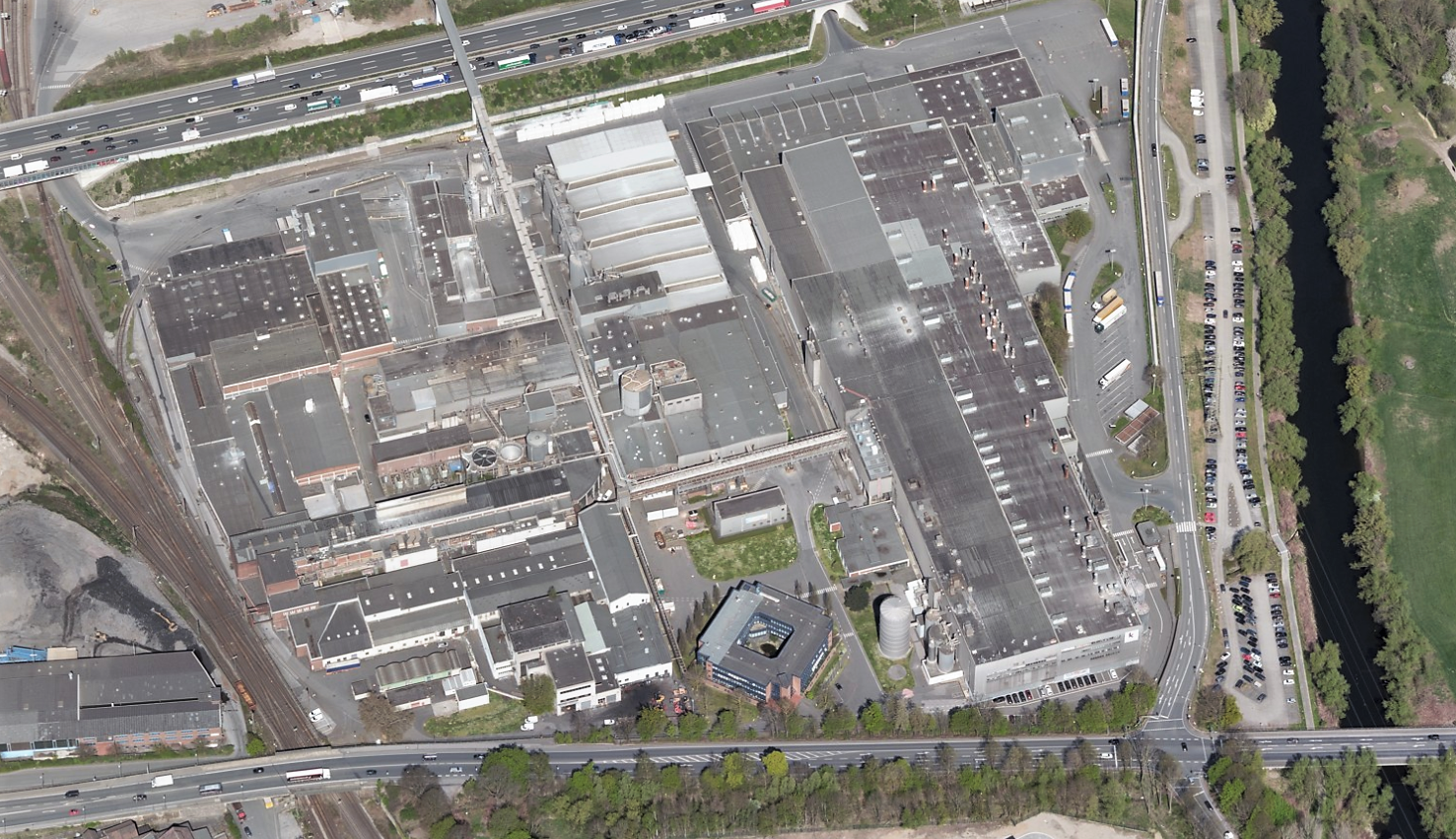
Schrägluftbild von Norden auf die Kabel Premium Pulp & Paper

Die wesentlichen geografischen Märkte von Kabel Premium umfassen die Länder
- Deutschland (Hauptmarkt)
- Frankreich
- Belgien, Niederlande, Luxemburg
- Süd-Europa
- Großbritannien
- Ost-Europa
- Schweiz, Österreich

Weitere Kunden hat das Unternehmen in Übersee und im Mittleren Osten.